# Lou Tchimoukow
Lou Tchimoukow, ou Lou Bonin, noms d'artiste de Louis Bonin, est un acteur et assistant réalisateur français, né le 8 août 1906 à Avignon (Vaucluse), mort le 23 mars 1979 , à Avignon.

## Biographie
D'abord graphiste et affichiste, il travaille pour plusieurs revues, avant de s'intéresser au théâtre puis au cinéma. il est d'abord un proche de Pierre Prévert qui lui présente son frère Jacques au tournant des années trente. Avec ce dernier, il participe en 1932 à la naissance du Groupe Octobre (ancien groupe Prémices) dont il trouve le nom. Il y œuvre essentiellement comme metteur en scène, mais il lui arrive également d'y être auteur, acteur, décorateur, costumier. Lou Tchimoukow a traversé le cinéma français, à divers emplois, occasionnellement costumier, chargé des décors, acteur, scénariste. En 1934, il réalise notamment un court métrage, La Pêche à la baleine, qui est une mise en image cocasse du poème du même titre de Jacques Prévert. Les photographies de plateau du film sont réalisées par son ami photographe Jacques-André Boiffard, qui interprète également le rôle du cousin Gaston.

## Filmographie
- 1931 : Les Amours de minuit d'Augusto Genina et Marc Allégret, acteur
- 1932 : L'affaire est dans le sac de Pierre et Jacques Prévert, décors et acteur : L'agent de police
- 1933 : Ciboulette de Claude Autant-Lara, costumier
- 1934 : L'Hôtel du libre échange de Marc Allégret, acteur
- 1934 : L'Atalante de Jean Vigo, acteur, non crédité
- 1934 : La Pêche à la baleine, réalisateur
- 1935 : Un oiseau rare de Richard Pottier, acteur
- 1936 : Haut comme trois pommes de René Ramelot, acteur : Le livreur
- 1937 : Drôle de drame de Marcel Carné, costumier
- 1938 : Le Récif de corail de Maurice Gleize, costumier
- 1938 : Hôtel du Nord de Marcel Carné, costumier
- 1943 : Adieu Léonard de Pierre Prévert, assistant réalisateur
- 1947 : Voyage Surprise de Pierre Prévert, assistant réalisateur
- 1948 : L'École buissonnière de Jean-Paul Le Chanois, assistant réalisateur
- 1954 : L'Air de Paris de Marcel Carné, assistant réalisateur
- 1955 : Le Village magique de Jean-Paul Le Chanois, décors
- 1959 : Orfeu Negro de Marcel Camus, assistant réalisateur